# Környei Attila (történész)
Környei Attila (Győr, 1940. március 26. – Nagycenk, 2000. március 12.) történész, muzeológus, az Országos Széchenyi Kör létrehozója és titkára, a nagycenki Széchenyi István Emlékmúzeum, majd a Soproni Múzeum igazgatója.

## Élete és munkássága
Pedagógus-családban született. A soproni Berzsenyi Dániel Gimnáziumban végezte középiskolai tanulmányait. Az evangélikus szellemiségű iskola, ahol 1958-ban érettségizett, jelentős mértékben járult hozzá személyiségének kialakulásához. Kitartó szorgalmát, önmagával és környezetével szembeni igényét is döntően ezek az évek határozták meg.
1963-ban szerzett magyar–történelem szakon tanári diplomát. Az Eötvös Loránd Tudományegyetemre a középiskolai tanulmányi versenyen elért első helyezése alapján került be akkor, amikor értelmiségi származású fiatalok csak meghatározott szerény százalékban nyertek felvételt.
Az egyetem elvégzése után Soproni Múzeumban helyezkedett el mint történész-muzeológus, és Domonkos Ottó keze alatt rövid időn belül egyik meghatározó egyénisége lett a „csonka megye" múzeumügyének. 1965-ben elkészítette az új helytörténeti kiállítást, amellyel nemcsak helyi, hanem országos elismerést is aratott. Ehhez a kiállításhoz csatlakozott a történész-muzeológusok egyik első országos szakmai konferenciája.
Családja pedagógusi hagyományait folytatta, amikor az iskolák részére külön múzeumi tanmenetet készített a kiállításhoz, pedagógus szakmai továbbképzéseket szervezett és csatlakozva a honismereti mozgalomhoz, helytörténeti vetélkedőket szervezett. Sopronból mindig érkeztek a honismereti pályázatra olyan feldolgozások, pályaművek, amelyek az országos döntőben is díjat kaptak. Mint történész-muzeológusnak feladata volt a múzeum-történeti, iparművészeti és képzőművészeti gyűjtemények gyarapítása. Büszke volt rá, hogy az 1956-os forradalom és szabadságharc emlékeinek milyen sok anyagát sikerült a jövőnek megmentenie akkor, amikor ez nem volt veszélytelen, azzal, hogy akik ezeket megőrizték és átadták neki, tudták, hogy megbízhatnak benne. A Soproni Múzeum az elsők között volt, ahol az életmód történetének kutatását tudományosan megalapozva művelték. Ahol a néprajzos és történész-muzeológusok közös munkájának eredményei nemcsak publikációkban, hanem kiállítások elkészítésében is megjelentek. Környei Attila többek között brennbergbányai kutatásaival, majd a Bányászati Emlékmúzeum létrehozásával és kiállítás elkészítésével járult hozzá ehhez a kiemelkedően fontos kutatási területhez. Egy olyan tevékenységet és életmódot örökített meg, amely mára már csak emlék lett, a bánya bezárt, a település elnéptelenedett.
Az évek múlásával érdeklődése és tevékenysége egyre inkább a 19. század felé fordult. Magyarázza ezt az is, hogy Sopron szomszédságában volt található a pusztulás határán álló nagycenki kastély, a Széchenyiek fészke. A kastély megmentése csak úgy volt elképzelhető, ha múzeumi célra hasznosítják. Az 1960-as évek végén és az 1970-es évek elején teljes energiájával ebbe az embert próbáló munkába temetkezett. A történelmi okok ismertek, az előrelépés ebben a történelmi környezetben nem volt könnyű feladat. A Széchenyi-kultusz felélesztése politikai ellenállásba ütközött. A Magyar Közlekedési Múzeummal karöltve mégis elkészültek a tervek, és ezek már tartalmazták egy új múzeum, egy kiállítás lehetőségeit is.
Amíg a történész-muzeológusok többsége a 20. század történeti anyagainak gyűjtésével és feldolgozásával foglalkozott, Környei Attila egyike volt azon keveseknek, akik a 19. század felé fordultak. Az évenként megtartott szakmai továbbképzéseken szinte minden alkalommal szót emelt ezért, ennek hatására egyre többen fordultak munkájukkal e század történetének feltárása felé.
Munkásságának elismerését mutatja, hogy a történeti muzeológia egyik szakfelügyelője lett, és alig készült olyan állandó történeti kiállítás az országban, amelynek nem ő lett volna az egyik lektora. A nagycenki Széchenyi István Emlékmúzeum állandó kiállításának Környei Attila volt a rendezője. Felkutatta az országban található összes emléket és amit lehetett, megszerzett a kiállítás számára. A kiállítás 1973-ban Széchenyi István születése évfordulóján nyílt meg, országos esemény volt. Mint az új múzeum igazgatója mindent megtett azért, hogy Széchenyi István példáját felmutassa, kultuszát növelje. A kiállítás megnyitása után Nagycenk országos zarándokhely lett. Mint az Országos Széchenyi Kör létrehozója és titkára rengeteget tett azért, hogy Széchenyi István tevékenységét, politikai és emberi hitvallását minél szélesebb körben megismerje az ország. E témában számos konferenciát szervezett Nagycenkre, és itt rendezte meg a Magyar Nemzeti Múzeummal közösen a történész-muzeológusok országos konferenciáját is. Az általa készített, Széchenyi István életét és tevékenységét bemutató vándorkiállítás végigjárta az ország múzeumait, hogy eljuttassa Széchenyi eszményt azokhoz is, akik nem juthattak el Nagycenkre.
A Széchenyi Népfőiskola, a Széchenyi István Egyesület tevékenysége és az Emléktúrák, mindannak a magas színvonalú közművelődési munkának voltak a részei, amelyet Környei Attila irányított és szervezett. 1973-ban doktorált, 1987-ben védte meg kandidátusi disszertációját. Csatkai Endre-díjat kapott 1973-ban, SZOT-díjat 1985-ben, 1991-ben a Magyar Köztársasági Arany Érdemkeresztet vette át, 1992-ben a Pro Urbe Sopron kitüntetést kapta meg, attól a várostól, amelynek egész életét szentelte.
1990-ben kinevezték a Soproni Múzeum igazgatójává is. A kettős feladat további erőfeszítésekre késztette, újabb nagy feladatokra készült. Egy „Micsoda évezred" című nagyszabású kiállítással kívánta búcsúztatni a 20. századot. Hatvanadik születésnapját már nem érte meg. Súlyos betegsége elől öngyilkosságba menekült. Temetése 2000. március 26-án volt.